# Arrondissements de la Guadeloupe

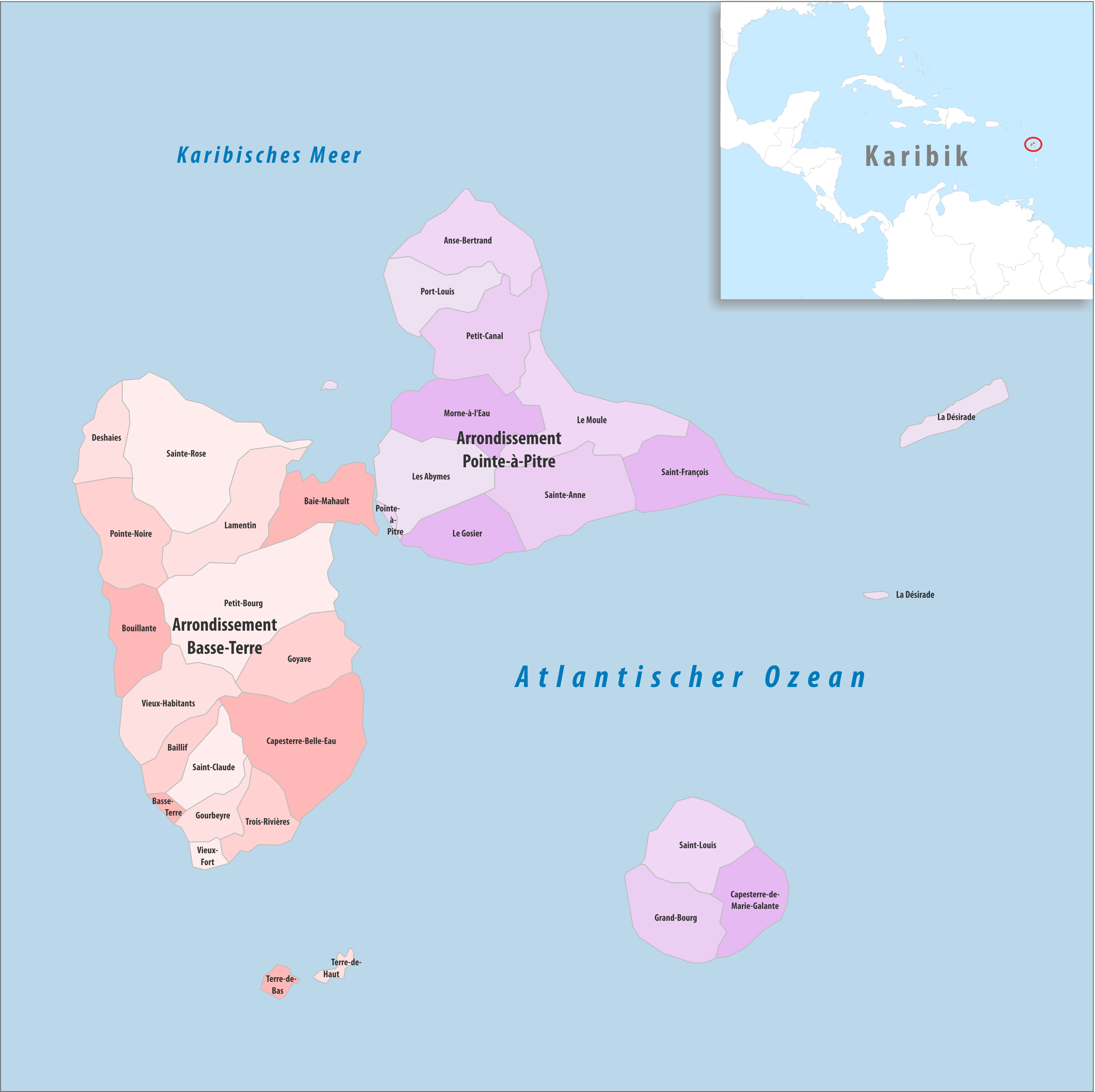
Les arrondissements de la Guadeloupe en 2019.

La Guadeloupe comprend deux arrondissements.

## Composition
| Nom                              | Code Insee | Superficie (km2) | Population (dernière pop. légale) | Densité (hab./km2) | Modifier             |
| -------------------------------- | ---------- | ---------------- | --------------------------------- | ------------------ | -------------------- |
| Arrondissement de Basse-Terre    | 9711       | 854,30           | 183 522 (2022)                    | 215                | modifier les données |
| Arrondissement de Pointe-à-Pitre | 9712       | 774,10           | 200 047 (2022)                    | 258                | modifier les données |
| Guadeloupe                       | 971        | 1 628,43         | 383 569 (2022)                    | 236                | modifier les données |

## Histoire
En 1946, la Guadeloupe devient département d'outre-mer avec trois arrondissements : Basse-Terre, Pointe-à-Pitre, Saint-Martin-Saint-Barthélemy.
Le 21 février 2007, l'arrondissement de Saint-Martin-Saint-Barthélemy est supprimé et devient une préfecture à la suite de la création des deux nouvelles collectivités d'outre-mer.